# Liolaemus famatinae
Liolaemus famatinae — вид ігуаноподібних ящірок родини Liolaemidae. Ендемік Аргентини.

## Поширення і екологія
Liolaemus famatinae відомі з типової місцевості, розташованої в горах Сьєрра-де-Фаматіна, в провінції Ла-Ріоха. Вони живуть у високогірних андійських степах, серед купин трави і каміння, на скелястих схилах. Зустрічаються на висоті від 2300 до 3000 м над рівнем моря. Живляться насінням, рослинністю і дрібними комахами.

## Збереження
МСОП класифікує цей вид як вразливий. Liolaemus famatinae може загрожувати знищення природного середовища.